# Meseta de Sigur
La meseta de Sigur (también conocida como meseta de Segur) es una meseta ubicada en las colinas Nilgiri de Tamil Nadu, en el sur de la India. Se encuentra en la vertiente norte de las colinas Nilgiri, al sur del río Moyar, y se extiende por una superficie total de 778,8 km².
La meseta de Sigur es conocida por ser un corredor crucial para la vida silvestre en los Ghats occidentales que sustenta la diversidad genética y la población de elefantes y tigres.
Es un vínculo importante entre varias áreas protegidas contiguas que forman la Reserva de la Biosfera Nilgiri, el área forestal protegida más grande de la India. Esta área alberga a más de 6300 elefantes, lo que representa la población individual más grande de elefantes y tigres en la India.
La Reserva de la Biosfera de Nilgiri, que incluye la meseta de Sigur y las colinas de Nilgiri, forma parte de la Red Mundial de Reservas de la Biosfera de la UNESCO. Los Ghats occidentales, el subgrupo Nilgiri (más de 6000 km²), incluido todo el Parque Nacional Mudumalai y los bosques de reserva de la meseta de Sigur, está siendo considerado por el Comité del Patrimonio Mundial de la UNESCO para su selección como Patrimonio de la Humanidad.
Se ha elaborado un plan para designar Sigur y las zonas boscosas circundantes como refugio de buitres.

## Historia
A finales del siglo XVIII, el sultán Fateh Ali Tipu mantuvo un fuerte y una ruta comercial entre el Reino de Mysore y Travancore, a lo largo del río Moyar.
En mayo de 1859, el Gobierno concedió una pequeña sanción mensual para la conservación y explotación del bosque de Sigur. Con sólo una pequeña suma para empezar, pasó algún tiempo antes de que se pudiera recolectar madera. Sin embargo, los medios para trabajar el bosque a mayor escala se obtuvieron mediante una venta temprana de madera de sándalo. Sin embargo, en ese momento el Conservador de Bosques de la Presidencia de Madrás, Dr. Hugh Cleghorn, afirmó que "este bosque ha sido mucho más agotado por una sucesión de contratistas sin escrúpulos, y actualmente hay muy poca tectona grandis o Dalbergia latifolia (palo de rosa) aptas para la tala. Es importante que se permita que el bosque se recupere, ya que es la principal fuente de suministro de Udhagamandalam para la construcción de viviendas."
En 1954, un joven tigre de Bengala macho devorador de hombres llamado "Tigre de Segur" mató a cinco personas entre las aldeas de Sigur y Anaikatty en la meseta de Sigur. En 1954, el tigre todavía estaba clasificado como alimaña en las colinas Nilgiri. A medida que la agricultura se expandió y el hábitat del tigre se redujo, Tamil Nadu detuvo toda caza de tigres en la reserva de Sigur en 1965.
El 26 de agosto de 2010, Jairam Ramesh Ministro de Estado de Medio Ambiente y Bosques de la India, pidió al Ministro Principal de Tamil Nadu, M. Karunanidhi, que el gobierno de Tamil Nadu considerara favorablemente una propuesta de su ministerio para declarar la meseta de Sigur en los Nilgiris como zona de amortiguamiento del Parque Nacional Mudumalai.

## Geografía

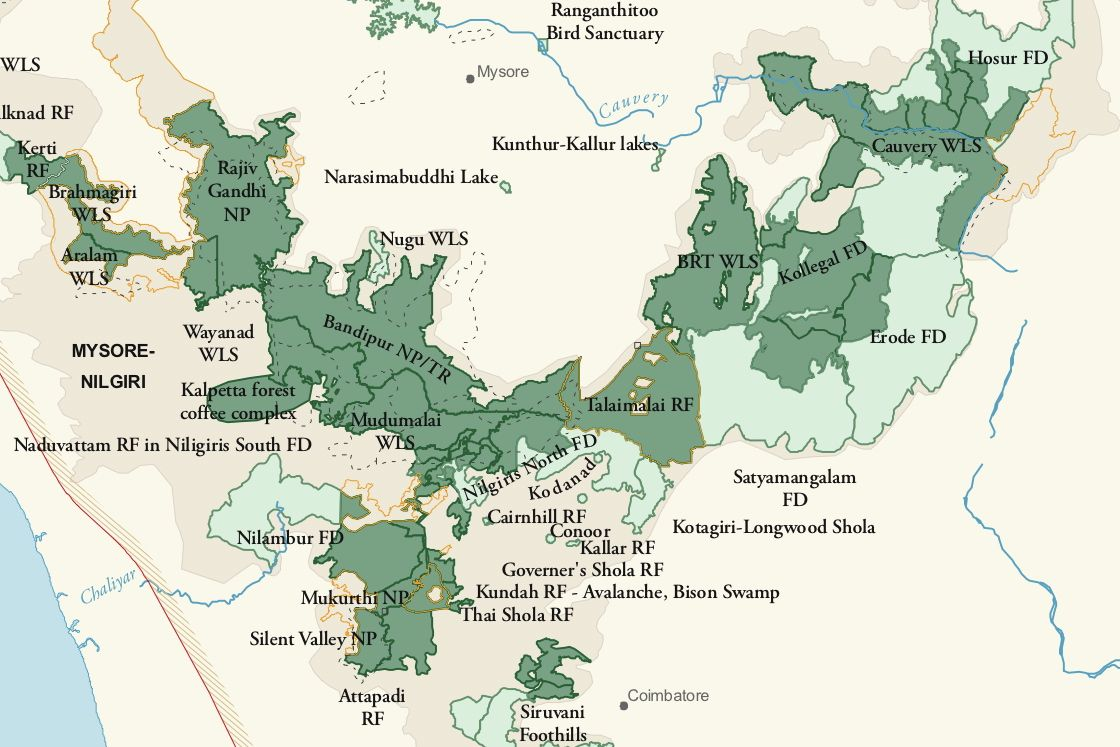
Mapa de la Reserva de la Biosfera de Nilgiris, que muestra la meseta de Sigur (norte de Nilgiris) en relación con múltiples áreas protegidas contiguas

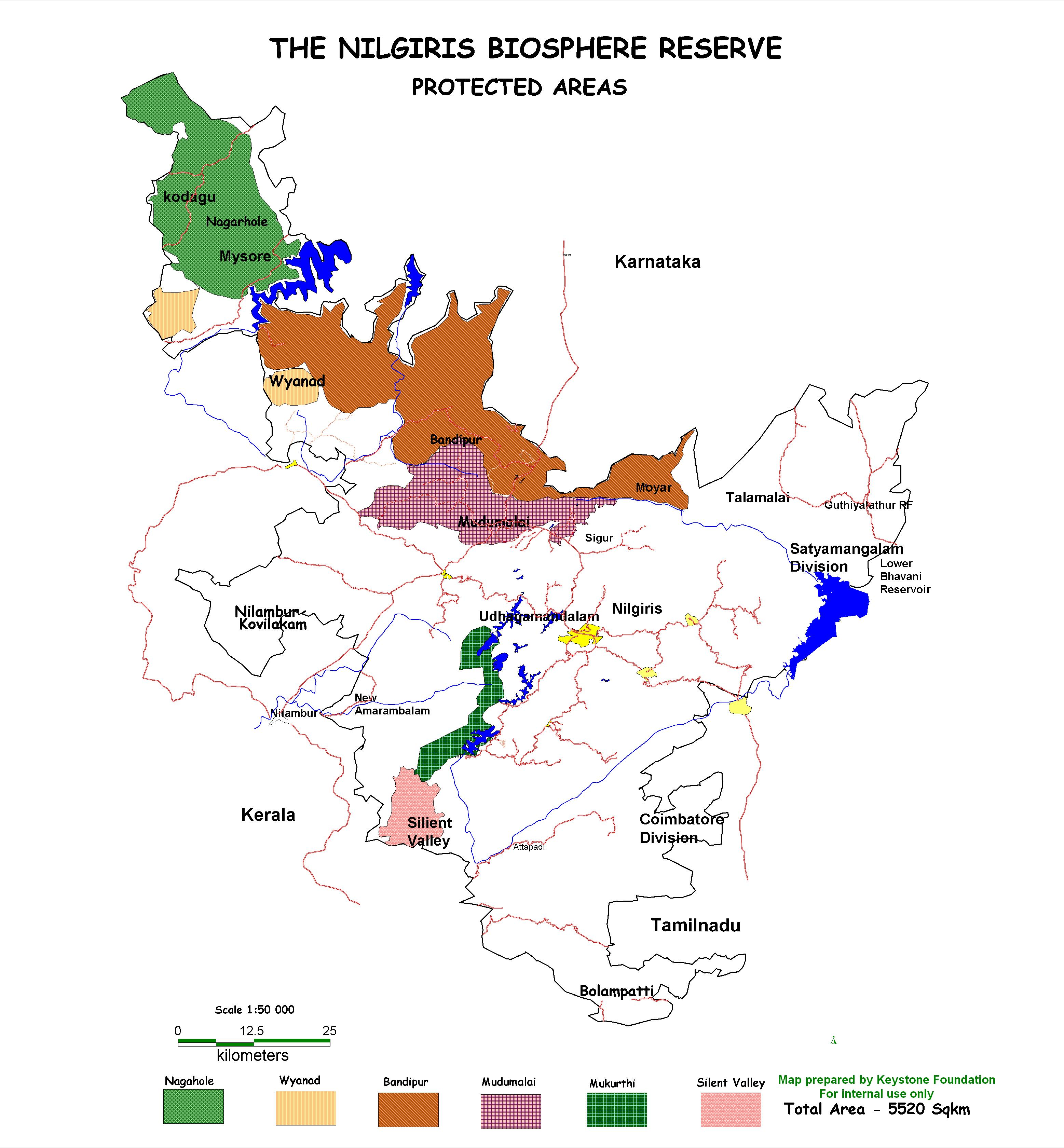
Meseta de Segar en relación con otras áreas protegidas en la Reserva de la Biosfera de Nilgiris

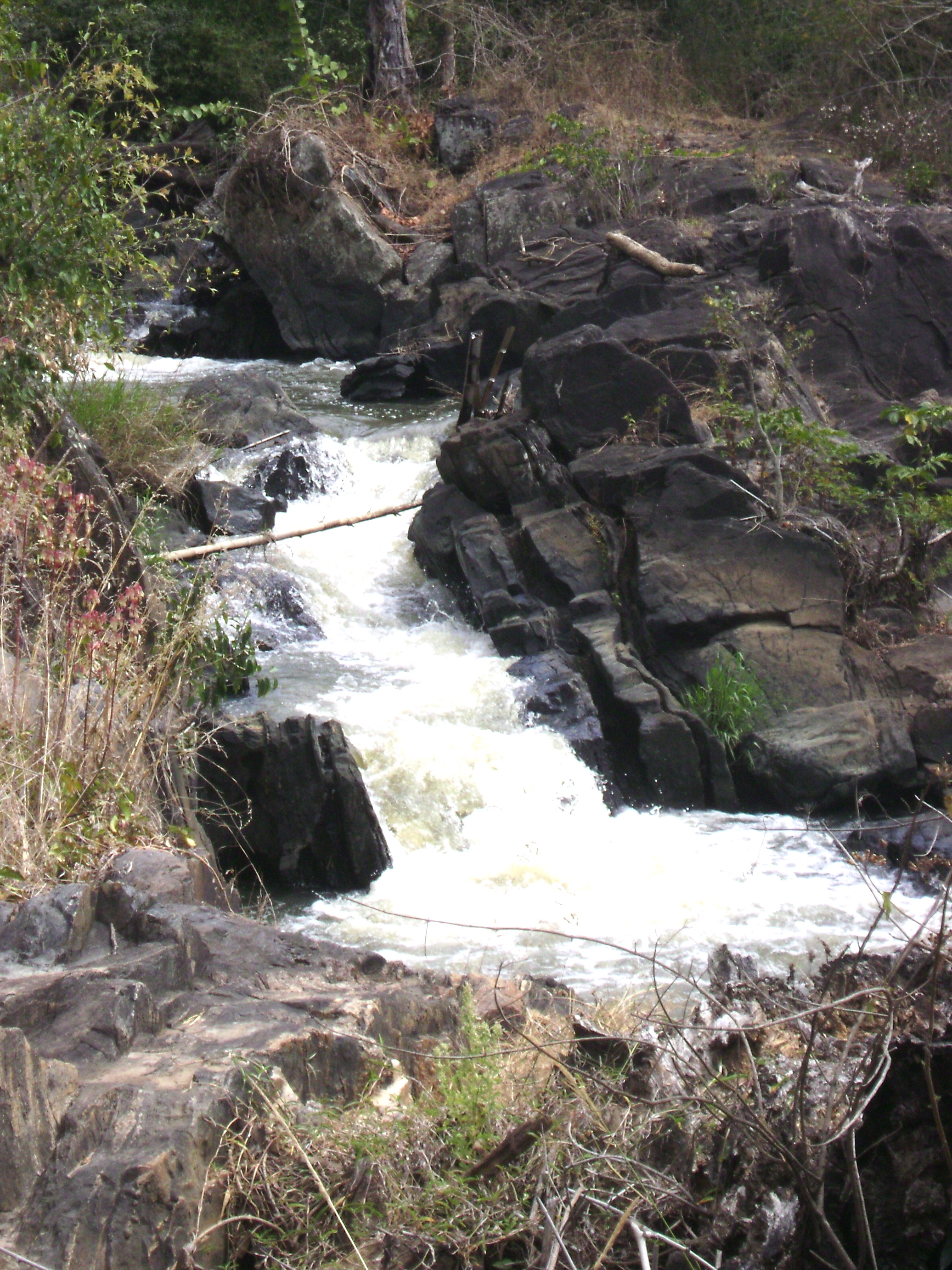
Río Moyer en Theppakadu

La meseta de Sigur comprende alrededor de 448,3 km² bosques de reserva de la División Forestal del Norte de Nilgiris, los 321 km² Parque Nacional Mudumalai y alrededor de 16,2 km² de terrenos privados. La División Forestal del Norte de Nilgiris incluye la Cordillera Sigur 257,3 km², Cordillera Coonoor 176,7 km² y la Cordillera Norte de Udhagai 14,3 km², que a su vez se dividen en el bosque de reserva Kambatti, el bosque de reserva Sigur, el bosque de la reserva de las laderas de Kalhatti, el bosque de reserva Singara, el bosque de reserva Bokkapuram, el bosque de reserva Moyar y el bosque de reserva Northern Hay.
La meseta de Sigur se encuentra junto al Parque Nacional Bandipur al noroeste, el Santuario de Vida Silvestre Wayanad al oeste y el Santuario de Vida Silvestre Sathyamangalam y las cordilleras Nilgiris East al este. El lado norte de la meseta está definido por el río Moyar y los 260 metros profundo desfiladero de Moyar. Al sur de la meseta de Sigur se encuentra la meseta más alta de Nilgiris.
Al otro lado del río Moyar, la meseta de Sigur limita al norte con la meseta de Mysore, conocida como la cordillera Talamalai, limita al oeste con el distrito de Nilgiri, al norte con el distrito de Mysore, al este con la cordillera Sattyamangalam y al sur con el río Moyar Garganta.
La elevación en la meseta varía desde 280 metros en el embalse de Bhavani Sagar y aumenta en el oeste a 1880 metros en el pico Konabetta (pico Sigur).
Los cinco arroyos principales de la meseta de Sigur son el río Moyar, el río Sigur, el río Avarahalla, el río Kedarhalla y el río Gundattihalla, que se originan en la meseta de Nilgiris. La meseta de Sigur es una importante cuenca hidrográfica para el río Cauvery y su salud ecológica es importante para las muchas personas que dependen del Cauvery.
La carretera Sigur Ghat (SH 67) cruza la meseta de Sigur durante 33 km de Ooty a Theppakadu.

## Clima
La región de Sigur es conocida por su clima moderado y agradable. Las temperaturas medias diurnas varían de 32 grados Celsius (89,6 °F) en verano a 10 grados Celsius (50,0 °F) en invierno. Las precipitaciones son localmente variables, y la parte occidental de la meseta se encuentra en una región de sombra de lluvia, recibiendo menos de 500 mm anualmente, mientras que la parte este recibe más de 1000 mm de lluvia.

## Flora y fauna

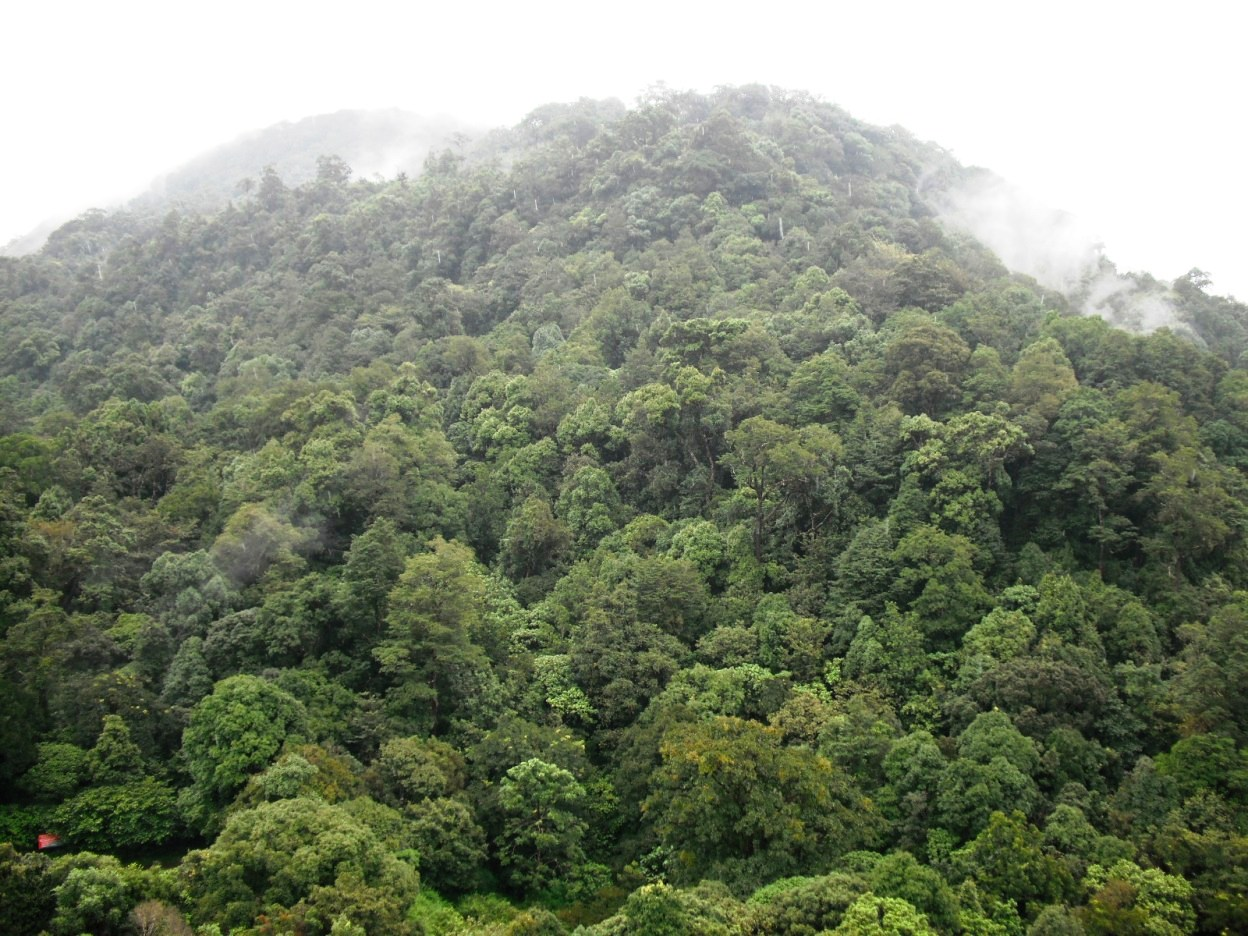
Bosque después de las lluvias en la meseta de Sigur

El tipo de bosque dominante que se encuentra aquí es el bosque lluvioso tropical. Aquí también se encuentran bosques montanos, bosques secos tropicales y bosques húmedos tropicales. Algunas de las elevaciones más altas de la meseta tienen hábitats de pastizales montanos. Estos bosques son un refugio para muchos animales en peligro de extinción en los Ghats occidentales.

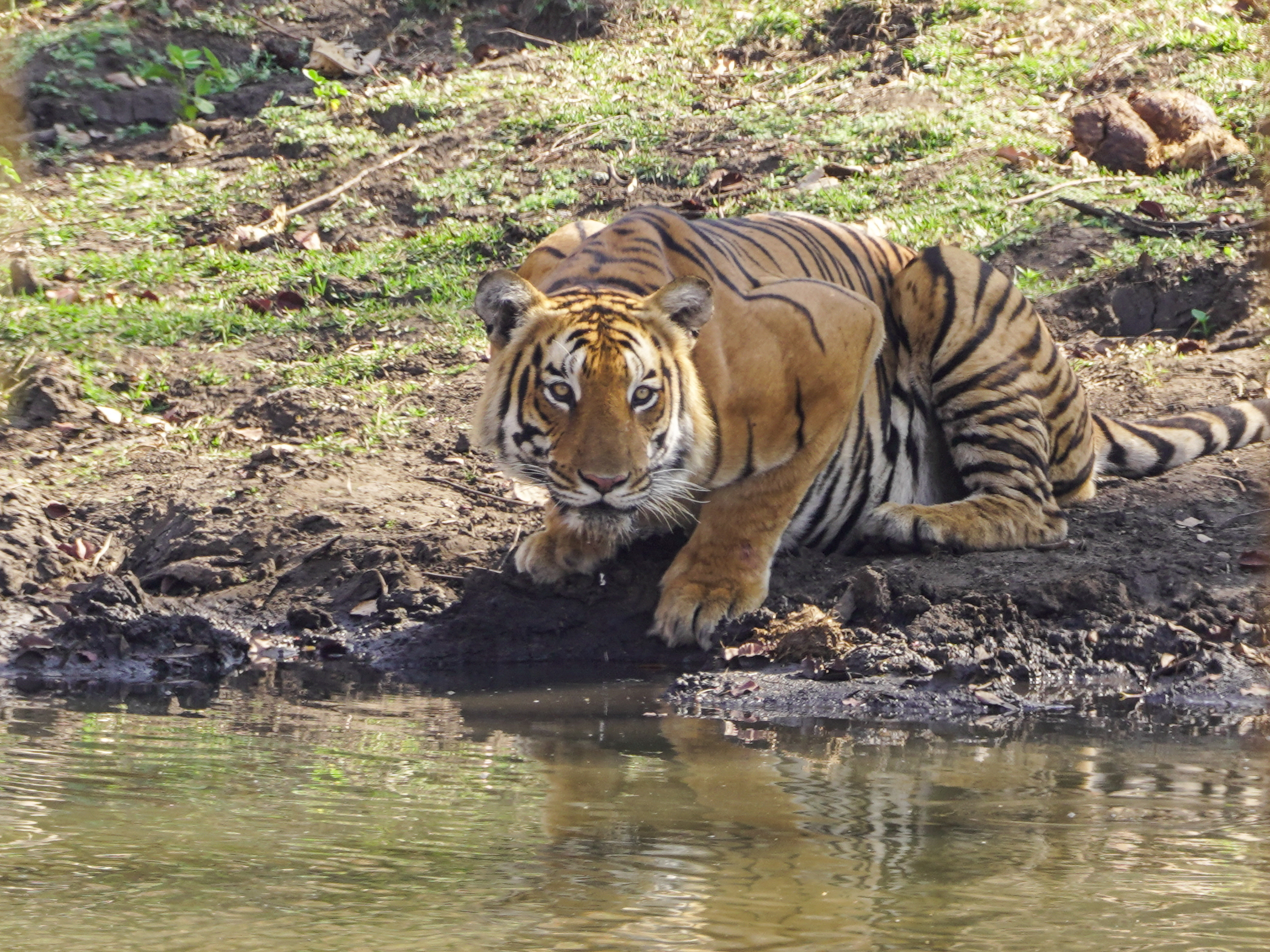
Tigre en Mudumalai, marzo de 2021

El valle del río Sigur actúa como un microhábitat crucial para los herbívoros, especialmente los elefantes, gaur y sambar y carnívoros como el tigre, el leopardo, el perro salvaje (dhole), el oso perezoso y la hiena rayada para alimentarse, descansar y guarida. Carnívoros más pequeños como la civeta de palma, pequeña civeta india, gato de la selva, chacal y varias especies de mangostas también utilizan este valle de forma intensiva para alimentarse, descansar y guarida.

De las nueve especies de buitres que existen en la India, el buitre rabadilla blanca, en peligro crítico de extinción, el buitre de pico largo y el buitre rey o el buitre pelirrojo y el buitre egipcio en peligro de extinción, se han documentado en los bosques del paisaje de los Ghats occidentales de Nilgiris que comprende los valles de Sigur y Moyar. Se ha iniciado una propuesta para declarar Sigur y las zonas forestales adyacentes como santuario de vida silvestre para los buitres.

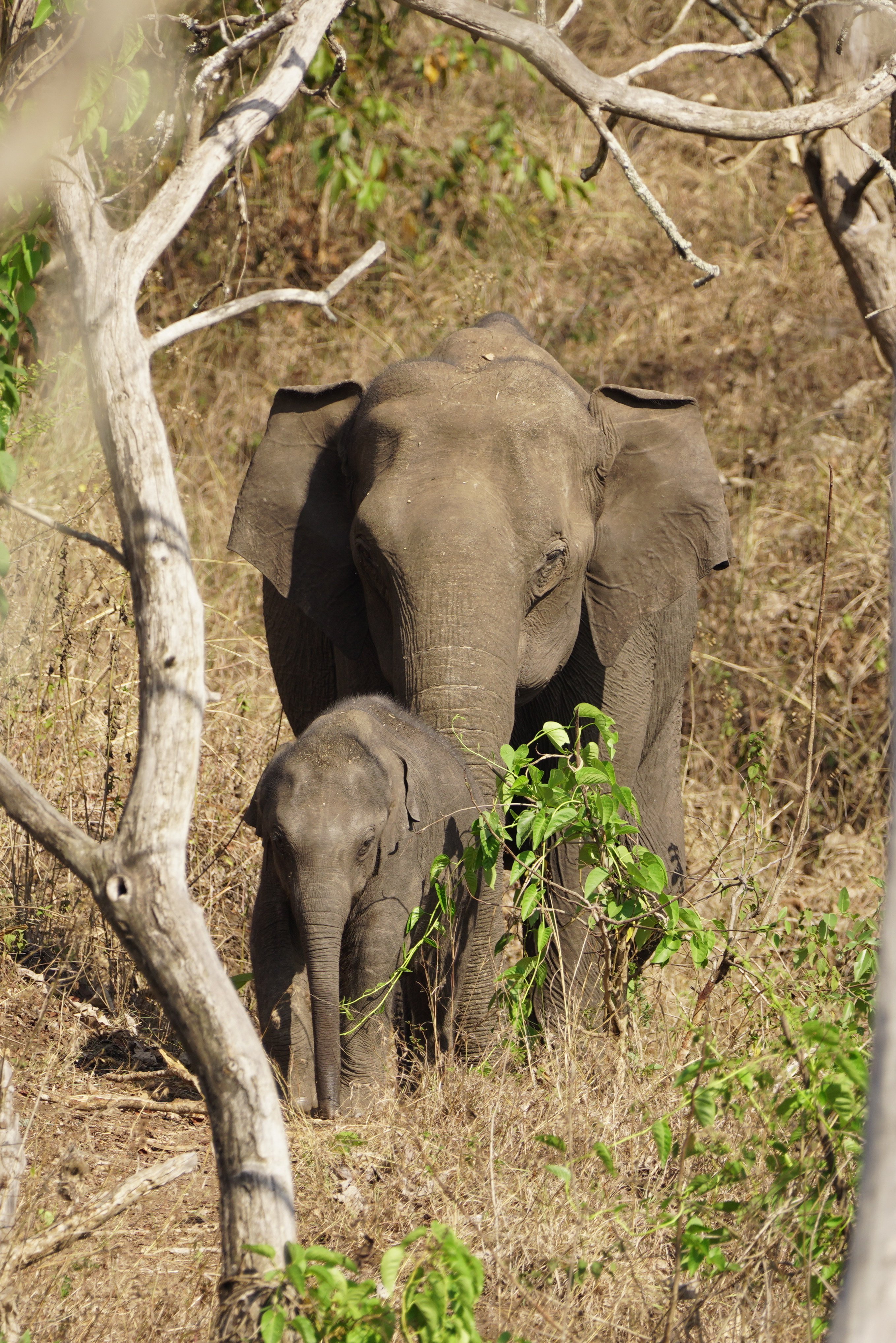
Elefante hembra y cría, Mudumalai, marzo de 2021

## Conservación
La meseta de Sigur ha desempeñado un papel importante en la mezcla de poblaciones de elefantes en los Ghats occidental y oriental. Existe un flujo genético considerable entre los casi 2000 elefantes de la Reserva de la Biosfera de Nilgiri y los 1800 de los Ghats orientales, especialmente Sathyamangalam. Gracias al corredor de vida silvestre de Sigur, toda la zona tiene la mayor población de elefantes de la India. La meseta de Sigur contiene varios corredores discretos de migración de elefantes, que incluyen: Corredor de elefantes Kallar, Corredor de elefantes Anaikatty, Corredor de elefantes Vazhikadavu, Corredor de elefantes Glencorin, Corredor de elefantes Kaniyanpura - Moyar, Corredor de elefantes Masinagudi-Moyar, Corredor de elefantes Singara-Masinagudi, Corredor de elefantes Mavinhalla-Chemmanatham Corredor y Corredor Gran Valle de Moyar.
En 2010, Jairam Ramesh, Ministro de Medio Ambiente y Bosques, declaró al Ministro Principal de Tamil Nadu que "agregar la meseta de Segur como amortiguador de Mudumalai fortalecería el estado de la población del tigre, sus co-depredadores y sus presas en el paisaje". El gobierno del estado de Tamil Nadu iniciará esfuerzos para declarar la meseta de Sigur como zona de amortiguamiento del Parque Nacional Mudumalai debido a su importancia como corredor de vida silvestre entre los ghats occidentales y los ghats orientales. Se espera que esta declaración de santuario refuerce los esfuerzos de conservación de la vida silvestre, ya que los administradores del santuario obtendrán apoyo financiero del gobierno central en el marco del Proyecto Tigre.

## Cultura

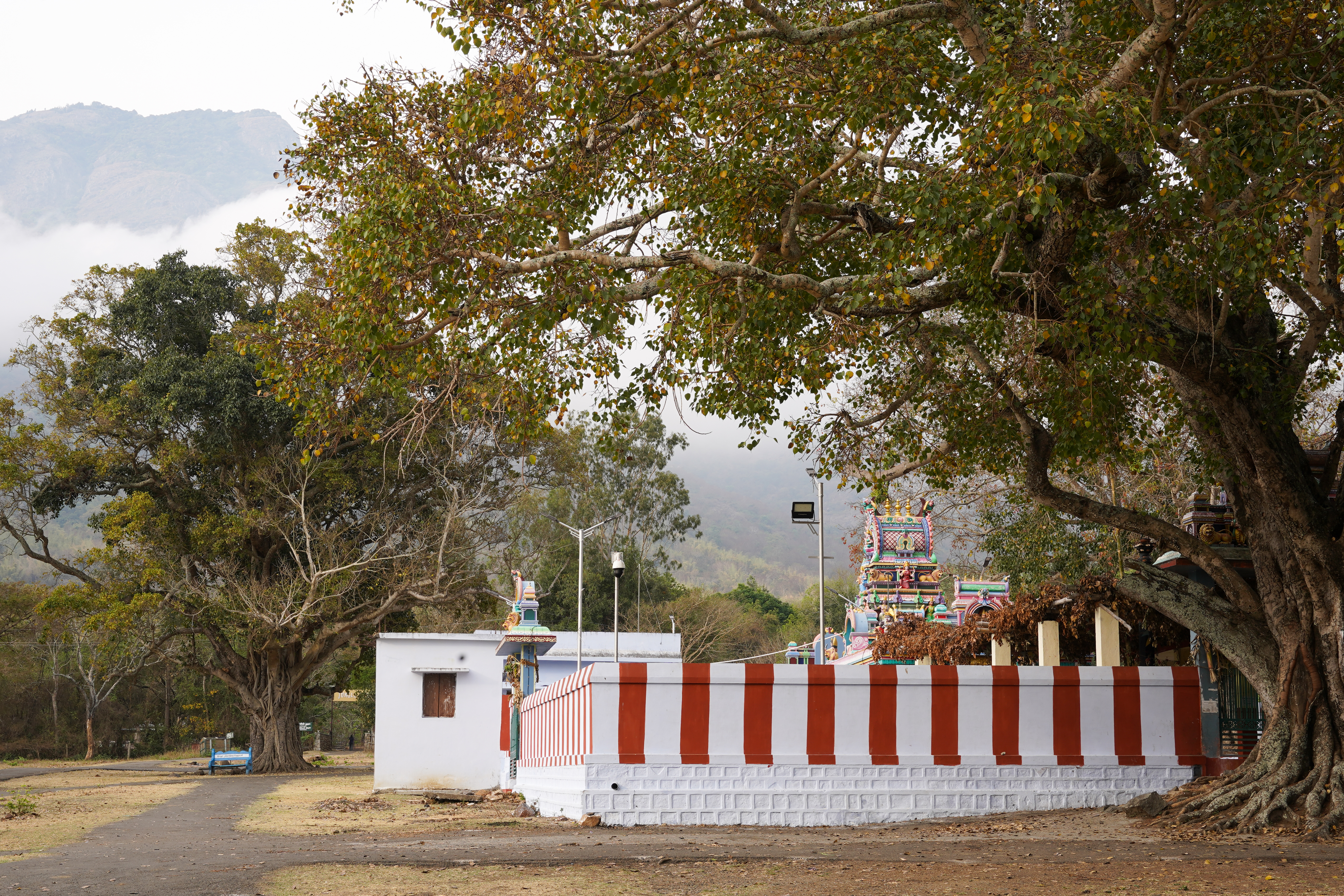
Templo Bokkapuram Mariamman, Nilgiris al fondo, marzo de 2021

Estos bosques son el hogar de pueblos tribales indígenas que pertenecen en gran medida al subgrupo Kasaba de la comunidad Irular. Hay varias aldeas tribales en la meseta de Sigur. Incluyen, de este a oeste: Sigur, Anaikatti, Chokkanalli, Vazhaithottam, Sholur, Masinagudi, Boothanatham, Mavanhalla, Bokkapuram, Hundi Moyar, Singhara, Tippakadu, Siriyur, Chamanatham y Kurumbarpallam. El templo Bokkapuram Mariamman es la sede de un festival de automóviles anual de cinco días. Esto atrae a cientos o miles de devotos.
Los bosques de las cordilleras orientales de Sigur, Singara y Nilgiris también eran territorio del famoso bandido indio Koose Muniswamy Veerapan, que se ganaba la vida cazando furtivamente marfil y sándalo en los bosques y vendiéndolos en el mercado negro. Para alivio de los residentes locales, funcionarios y turistas, Veerapan fue asesinado por el gobierno de Tamil Nadu en octubre de 2004.

## Amenazas

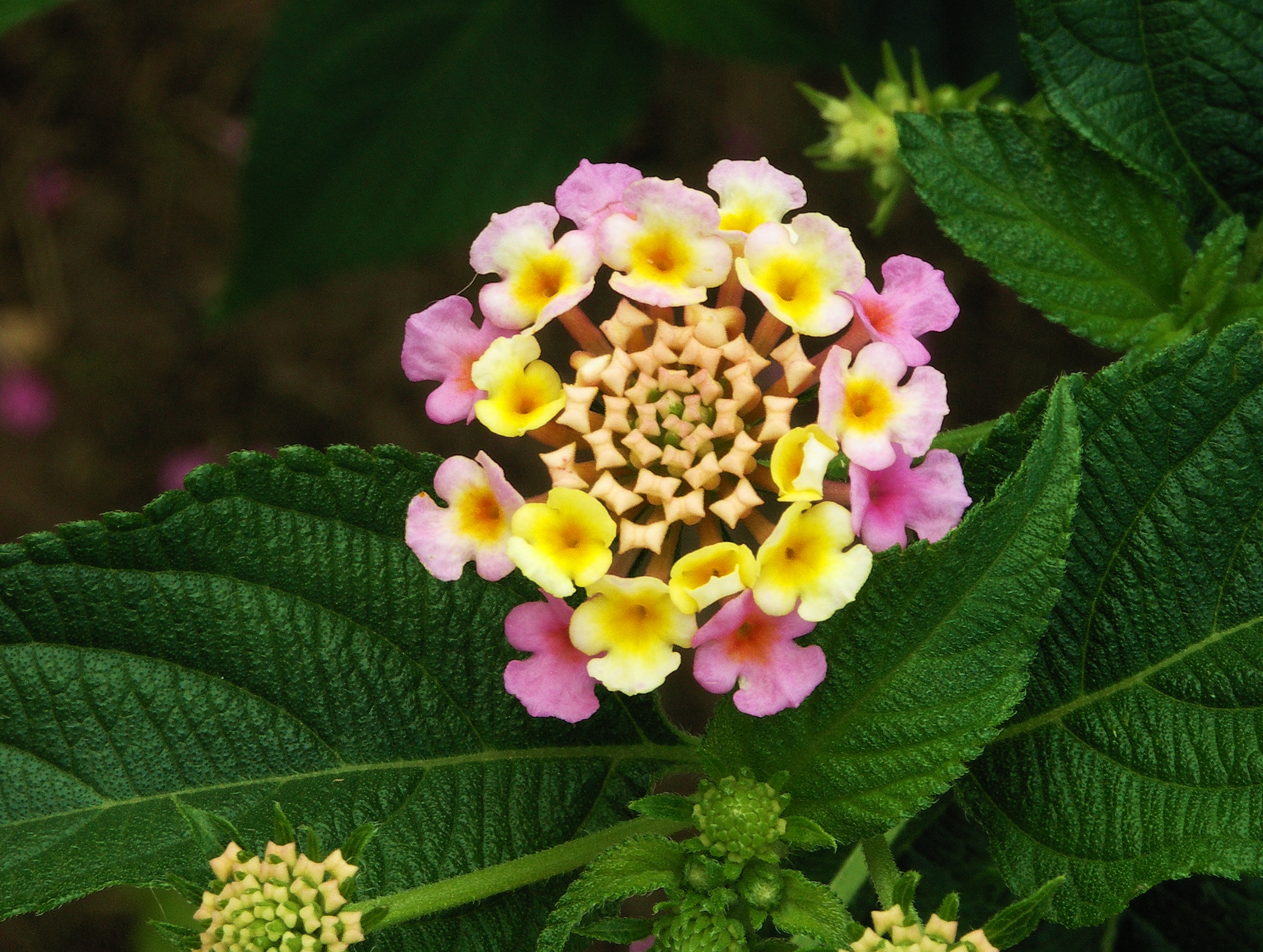
Maleza invasora - Cámara Lantana

Existen varias amenazas importantes para el área de Sigur causadas principalmente por la expansión de la población humana. Estos son el pastoreo de ganado, las plantaciones de café y té y el cultivo de otros cultivos, centros turísticos privados, malezas invasoras, recolección de leña, recolección de productos forestales no maderables (PFNM), estatus legal del corredor y tráfico vehicular, particularmente durante las horas nocturnas. Se estima que anualmente se recolectan 1801 toneladas de leña en la meseta de Sigur. Las especies de malezas, especialmente Lantana camara, pero también Parthenium, Stachytarpheta indica, Dodonaea viscosa, Euphorbia antiquorum y Opuntia dillennii, están ampliamente distribuidas e invaden y degradan la calidad del forraje en la meseta. Los principales impactos de los complejos turísticos privados en las áreas del corredor son: fragmentación y destrucción de hábitats debido a la invasión de malezas desagradables, pérdida de conectividad forestal entre hábitats debido a la construcción de nuevos edificios y campos agrícolas, incluida la instalación de alambre de púas y cercas eléctricas, aumento de la tasa de dependencia de las comunidades locales de los recursos naturales para la recolección de leña, el pastoreo de ganado, el suministro de agua dulce y la eliminación de desechos.

## Actividades para visitantes
Hay muchas atracciones para visitantes en el parque Mudumalai. Los lugares pintorescos son la Atalaya del Ministro Principal, el mirador de Kargudi, el lago Ombetta y los paseos en Safari Van por Sand Road, Circular Road, Manradiar Road, Jayadev Avenue y Bombax Road. Las vías públicas: carretera Kakkanalli – Torapalli, carretera Teppakkadu – Masanagudi y carretera Moyar – Masanagudi también son lugares gratificantes para ver la vida salvaje en el Santuario. El río Moyar discurriendo entre un denso bosque es un buen lugar para ver animales cuando vienen a beber agua del río. La garganta del río Moyar, también llamada Cañón de Moyar, es un espectacular 20 km largo desfiladero que se sumerge en el desfiladero debajo de Theppakadu en una rugiente cascada conocida popularmente como cataratas Moyar.
Buenas oportunidades para avistar vida silvestre son el Elephant Safari y el Van Safari, realizados por el Departamento Forestal de Tamil Nadu y que parten de la sede del parque en Theppakadu. Uno puede interactuar con elefantes que trabajan y ver cómo se les alimenta en el campamento de alimentación de elefantes en Theppakadu. Los elefantes cautivos en el santuario ya no se utilizan para trabajos de extracción de madera. Los elefantes ahora se dedican principalmente al ecoturismo, patrullando operaciones contra la caza furtiva, para controlar el conflicto entre humanos y los elefantes fuera del santuario y como centro de conservación y entrenamiento para elefantes que puede ser visitado por el público. En un museo cerca del campamento de alimentación de elefantes se conservan especímenes de algunos animales que alguna vez vivieron en la selva de Mudumalai. Cataratas Kallatty, ubicadas 30 km de Theppakadu, es una cascada con una vista panorámica.

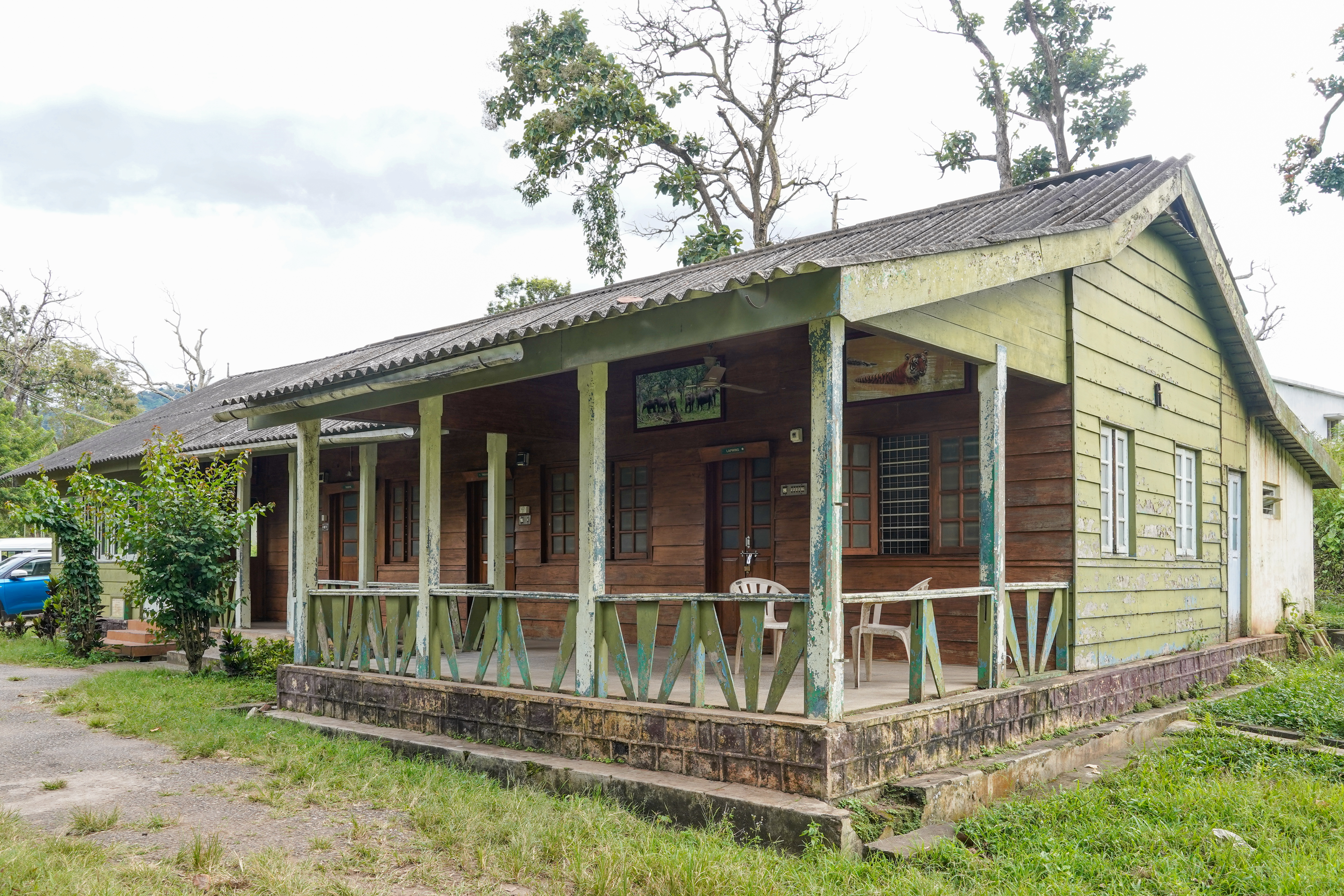
Casa de descanso forestal - Theppakadu Log House, marzo de 2021

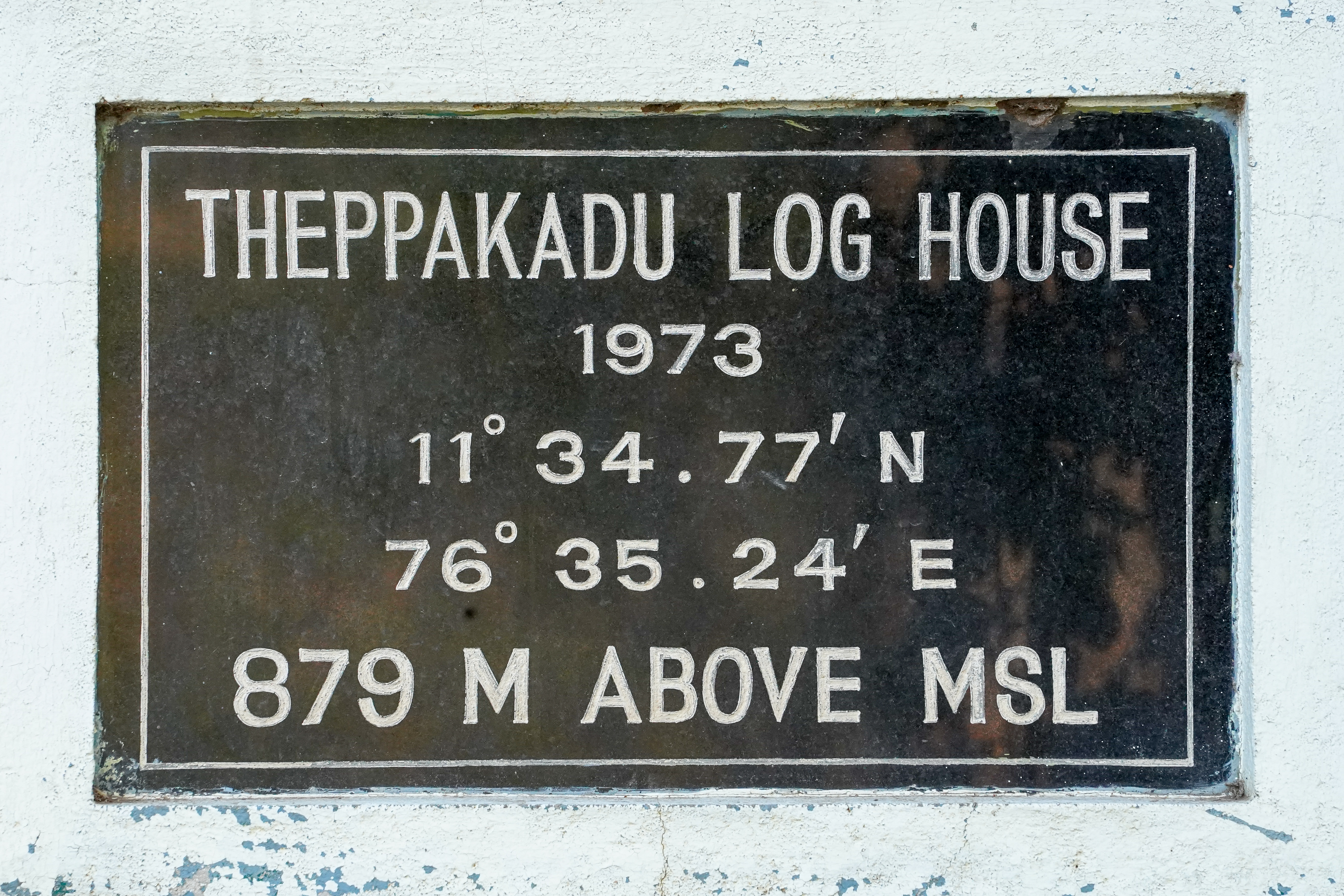
Signo de la casa de troncos de Theppakadu

Hay al menos 66 centros turísticos que atienden el turismo de vida silvestre, especialmente en las áreas de Masinagudi y Bokkapuram. Otros pueblos turísticos importantes son Chadpatti, Mavanhalla, Valaithottum y Singara. También hay muchos pequeños hospedajes no autorizados en funcionamiento. Las instalaciones turísticas en estos seis pueblos cubren 3,2 km² os. La mitad de las instalaciones cobran menos de 500 rupias por noche. En 2008, cerca de 73 000 personas se alojaron en los centros turísticos de la meseta de Sigur y alrededor del 58 % de estos turistas vinieron sólo para ver la vida salvaje. De los 55 establecimientos turísticos de la meseta, sólo dos tenían bares legales, sin embargo, la mayoría de los establecimientos sirven alcohol a sus huéspedes. El 69 % de las instalaciones privadas tienen una conexión fronteriza con tierras de ingresos gubernamentales o bosques de reserva y el 91 % están cercadas, generalmente con cercas electrificadas. Hay 11 instalaciones turísticas gubernamentales dentro del Santuario de Vida Silvestre de Mudumalai o dentro de bosques de reserva o terrenos rentables y ninguna de ellas está vallada.